# Saussurella inelevata
Saussurella inelevata är en insektsart som beskrevs av Podgornaya 1992. Saussurella inelevata ingår i släktet Saussurella och familjen torngräshoppor. Inga underarter finns listade i Catalogue of Life.